# WFC Wormerveer
De Wormerveersche Football Club, kortweg WFC, was een voetbalclub uit Wormerveer. De club werd uit een fusie opgericht november 1907. In 2003 ging de club een fusie aan met QSC. De nieuwe fusieclub ging verder onder de naam VV Fortuna Wormerveer.

## Historie
Op 1 november 1907 besloten twee kleine voetbalverenigingen, Olympia en Sparta, te fuseren tot voetbalvereniging WFC (Wormerveersche Football Club). In 1923 won WFC de Rauchbeker, na een finale tegen HRC (2-2; 2-2, na loting). Na jaren van omzwervingen werd in 1937 het huidige Wateringcomplex betrokken. Het complex is in eigendom van de vereniging en is in de loop der jaren aangepast aan de moderne eisen. Zo zijn onder andere bouwprojecten als de bouw van het J.W.F. Göbel Paviljoen, het Jeugdhonk, de huidige kleedkamers en de aanleg van het trainingsveld succesvol afgerond. Sportief stond WFC aan de top in de jaren 80 van de vorige eeuw. In die jaren bereikte WFC de top van het amateurvoetbal door na twee kampioenschappen op rij de Hoofdklasse te bereiken. Velen koesteren nog altijd de herinnering aan deze succesvolle periode.
Vanaf 1992 had WFC eveneens een afdeling voor het vrouwenvoetbal. De WFC-vrouwen brachten het tot aan het hoogste landelijke niveau, maar ondanks een tweede plaats in het seizoen 2003/04 behaalde de club nooit het landskampioenschap. Wel wonnen de dames van WFC driemaal de KNVB beker in 1996, 1999 en 2003.

#### Competitieresultaten 1913–2003
| 4 3D |

| 1 3E |

| 5 |

| 1 3F |

| 4 2D |

| 1 2A |

| 6 1B |

| 4 |

| 10 |

| 8 2A |

| 9 2A |

| 7 2A |

| 7 2A |

| 9 2A |

| 6 2B |

| 6 2A |

| 6 2A |

| 7 2A |

| 5 2A |

| 7 2A |

| 7 2A |

| 7 2A |

| 8 2B |

| 6 2B |

| 7 2A |

| 6 2A |

| 3 2A |

| 11 B |

| 8 2A |

| 3 2A |

| 8 2A |

| 2 2A |

|  |

| 10 2A |

| 6 2A |

| 8 2B |

| 8 2A |

| 10 2B |

| 4 3C |

| 5 3B |

| 3 3B |

| 7 3C |

| 2 3A |

| 9 2A |

| 5 2A |

| 11 2B |

| 7 2A |

| 11 2A |

| 12 2A |

| 12 3C |

| 6 4E |

| 4 4E |

| 2 4E |

| 2 4E |

| 4 4B |

| 4 4B |

| 1 4B |

| 2 3B |

| 7 3A |

| 4 3B |

| 10 3A |

| 8 3A |

| 10 3B |

| 11 3B |

| 5 4B |

| 5 4B |

| 6 4B |

| 2 4A |

| 1 4A |

| 3 3A |

| 1 3B |

| 2 2A |

| 2 2A |

| 3 2A |

| 3 2A |

| 1 2A |

| 1 1A |

| 5 A |

| 14 A |

| 10 1A |

| 3 2A |

| 8 2A |

| 4 2A |

| 9 2A |

| 7 3B |

| 2 3A |

| 9 3A |

| 2 3A |

| 2 3A |

| 6 3C |

| 8 3B |

| Hoofdklasse | Eerste klasse | Overgangsklasse | Tweede klasse | Derde klasse | Vierde klasse | Noodcompetitie |